# Filippo Coarelli
Filippo Coarelli, né à Rome le 9 juin 1936, est un archéologue italien, professeur d'histoire romaine et d'antiquité grecque à l'université de Pérouse. Il fut l'élève de Ranuccio Bianchi Bandinelli.

## Biographie

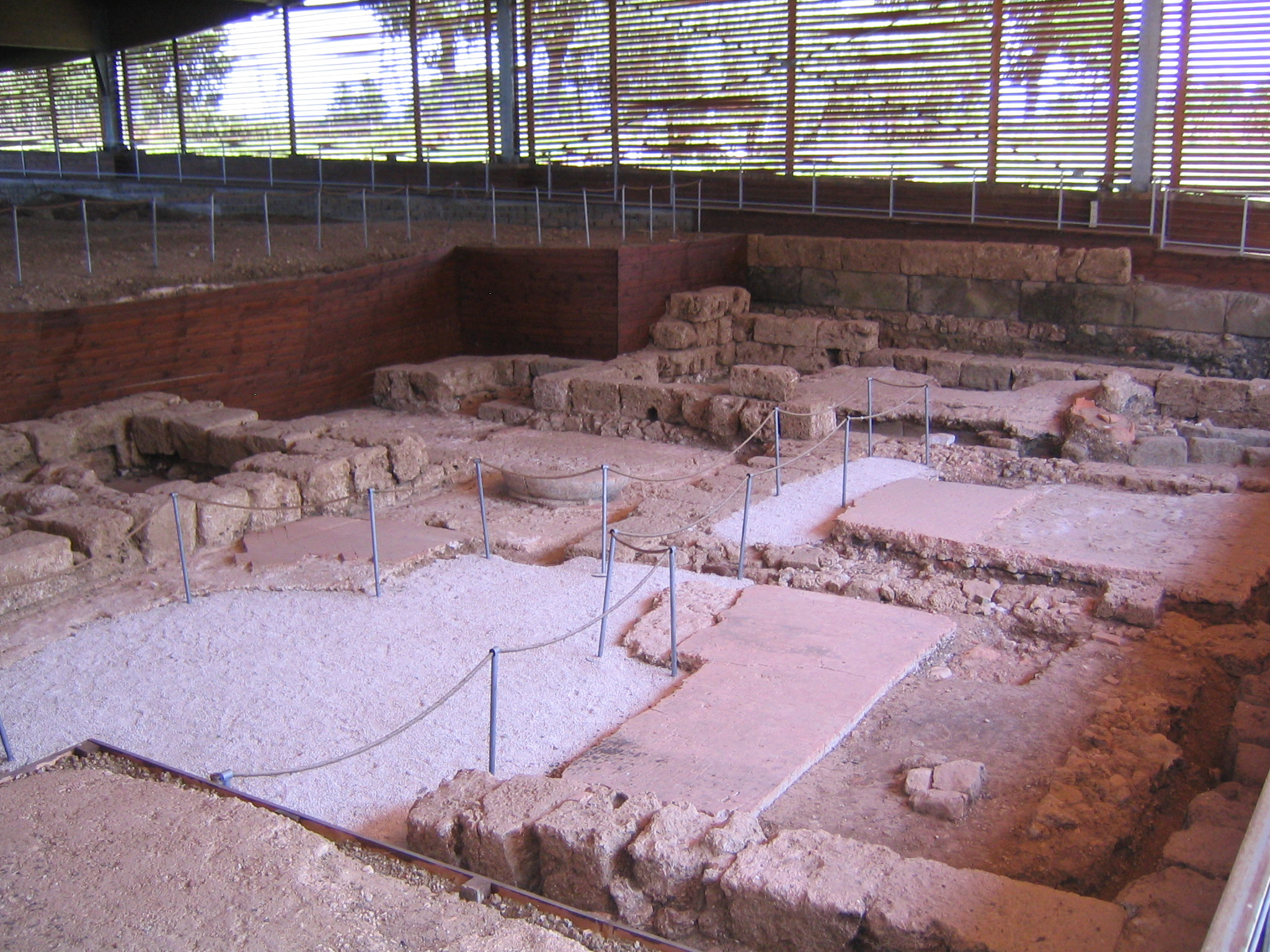
Thermes romains découverts à Frégelles sous la direction de Filippo Coarelli.

D'abord étudiant en droit, Filippo Coarelli se tourne vers l'archéologie et reçoit son diplôme en 1961. Il devient ensuite l'assistant de l'archéologue Ranuccio Bianchi Bandinelli, à l'université de Rome,.
En tant qu'étudiant, il participe aux fouilles d'Alatri, de Monteleone Sabino et de Begrâm en Afghanistan. Il consacre l'essentiel de ses recherches à la topographie de Rome et de l'Italie antique, en utilisant les données antiques aussi bien que d'autres méthodologies, comme celle de l'anthropologie culturelle, pour reconstituer les différents aspects du passé.
Il est l'un des fondateurs de la revue Dialoghi di Archeologia en 1967, dirigée par Ranuccio Bianchi Bandinelli.
De 1968 à 1973, il est inspecteur pour l'archéologie et les Beaux-Arts de la commune de Rome et assistant aux universités de Sienne et de Pérouse. En 1980, il est nommé professeur d'antiquités romaines (antichità romane), d'antiquités grecques et romaines et de religions du monde classique à l'université de Pérouse. Il reste en poste jusqu'en 2008.
En 1978, il mène les fouilles de la colonie latine de Frégelles,.
En 1983, il dirige pour la Rai, un cycle consacré à l'époque antique sous le nom de La straordinaria storia dell'Italia (it). Dans les années 1980-1990, Filippo Coarelli devient un expert en matière de topographie de la Rome antique. Il est aussi l'un des meilleurs connaisseurs actuels des antiquités romaines et de la Rome primitive.
En 2003, le Président de la République italienne (Carlo Azeglio Ciampi) lui décerne la Médaille d'or de l'ordre Benemeriti della cultura e dell'arte.
En 2008, il devient professeur émérite de l'université de Pérouse tout en étant le directeur des fouilles du sanctuaire de Diane à Nemi et du Forum Novum à Torri in Sabina. À Falacrine (en), il découvre la potentielle villa de naissance de l'empereur Vespasien,.
Il a été fait docteur honoris causa de l'université Blaise-Pascal (Clermont-Ferrand II) en 2005.

## Publications

### Ouvrages
Outre des ouvrages livrant ses recherches, Filippo Coarelli a écrit une série de guides archéologiques "Laterza" livrant ces résultats à destination du grand public.
- Cités étrusques, Bordas, 1975 (ISBN 978-2-04-012576-9).
- (it) Guida archeologica di Pompei, 1976.
- Rome, Fernand Nathan, coll. « Merveilles du monde », 1979.
- (it) Fregellae, 1981.
- (it) Il foro romano, Quasar, 1983, 329 p..
- Dictionnaire méthodique de l'architecture grecque et romaine, 1985.
- (it) Il foro romano II, Rome, Quasar, 1986.
- (it) I santuari del Lazio in età repubblicana, Carocci, coll. « Studi archeologia », 1987, 195 p..
- (it) Il foro boario : dalle origini alla fine della repubblica, 1988.
- Guide archéologique de Rome (trad. de l'italien), Paris, Hachette, 1994, 349 p. (ISBN 2-01-235428-9).
- (it) Da Pergamo a Roma : i Galati nella città degli Attalidi, Quasar, 1995, 84 p..
- (it) Il Campo Marzio : dalle origini alla fine della Repubblica, Quasar, 1997, 676 p..
- (it) Fregellae, vol. 1 : La storia, la città, il territorio, 1998, 180 p. (ISBN 978-88-7140-120-1).
- (it) La colonna Traiana, Colombo, 1999, 273 p..
- avec Marie-Jose Kardos, Topographie de Rome : Les sources littéraires latines, 2000, 394 p. (ISBN 978-2-7384-9598-3, lire en ligne).
- (en) The Colosseum, Rome, Colombo, 2001, 273 p. (ISBN 88-86359-34-9).
- (en) Lexicon Topographicum Urbis Romae. : Supplementum II. 1, Gli scavi di Roma 1878-1921, E. M. Steinby, 2004.
- Pompéi, la vie ensevelie (trad. de l'italien), Paris, Larousse, 2005, 407 p. (ISBN 2-03-505560-1).
- (en) Lexicon Topographicum Urbis Romae. Supplementum II. 2, Gli scavi di Roma, 1922-1975, E. M. Steinby, 2006.
- (it) La Colonna di Marco Aurelio (trad. de l'italien), Rome, Colombo, 2008, 353 p. (ISBN 978-88-86359-97-9).
- (it) Storia dell'arte romana. Le origini di Roma, Milan, Jaca Book, 2011, 256 p. (ISBN 978-88-16-60448-3).
- (it) Palatium. Il Palatino dalle origini all'impero, Rome, Quasar, 2012, 589 p. (ISBN 978-88-7140-478-3, lire en ligne).

### Article
- (en) Filippo Coarelli, « P. Faianius Plebeius, Forum Novum and Tacitus », Papers of the British School at Rome, vol. 73,‎ 2005, p. 85-98.
- avec Manuel Royo, « Filippo Coarelli, archéologie, histoire de l’art et société », Perspective, no 1,‎ 2007, p. 10-18 (lire en ligne, consulté le 17 janvier 2022).

## Distinction
- Médaille d'or « Benemerenza della pubblica istruzione » en 2003

## Annexe

#### Ouvrage
- (en) British School at Rome, Papers of the British School at Rome, R. Clay and Sons, 1997 (lire en ligne). .
- (it) Pier Giorgio Monti et Paolo Boila, Fregellae : Le fonti, la storia, il territorio, Quasar, 1998 (ISBN 978-88-7140-120-1). .

#### Articles
- (en) Filippo Coarelli, Stephen Kay et Helen Patterson, « Investigations at Falacrinae, the Birthplace of Vespasian », Papers of the British School at Rome, vol. 76,‎ 2008, p. 47-73 (lire en ligne, consulté le 17 janvier 2022). .
- (en) Melena Ryzik, « Unearthed Villa Is Said To Be Roman Emperor's », The New York Times,‎ 8 août 2009. .

### Chapitre
- (en) Mario Torelli (trad. Helen Fracchia), « Topography and Archaeology of Rome », dans A Companion to the Roman Republic, Blackwell, 2010. .